# حسن جوانبخش
حسن جوانبخش کارگردان و تهیه‌کننده اهل ایران است.

## زندگی‌نامه
وی فعالیت هنری را با نمایش‌های دبیرستانی آغاز کرد. در تلویزیون نیز به عنوان تهیه‌کننده و کارگردان چند فیلم ساخته‌است.

## فیلمشناسی
- سازمان ۴ (۱۳۶۶ کارگردان)